# Méson B
Méson B são uma família de mésons compostos por um antiquark bottom e qualquer outro quark (com exceção dos top), como up (B+), down (B0), strange (B0S) ou charm quark (B+c).
A combinação de um antiquark bottom com um quark top não foi pensada para ser possível, uma vez que a vida curta do quark top é inferior ao tempo necessário para que a interação forte se manifeste e crie partículas compostas. A combinação de um antiquark bottom e um quark bottom não é um méson B, mas sim um bottomônio.
Cada méson B tem uma antipartícula que é composta por um quark bottom e um antiquark de quark up (B-), down (B-0), strange (B-os) ou charm (B-c) respectivamente.

## Lista de mésons B
| Partícula        | Símbolo | Anti-partícula | Quarks constituintes | Carga | Isospin (I) | Spin e paridade (JP) | massa de repouso (MeV/c2) | S  | C  | B' | Vida média (s)           | Comunalmente decai para |
| ---------------- | ------- | -------------- | -------------------- | ----- | ----------- | -------------------- | ------------------------- | -- | -- | -- | ------------------------ | ----------------------- |
| B meson          | B +     | B-             | U-B                  | +1    | ½           | 0−                   | 5279,15 ± 0,31            | 0  | 0  | +1 | 1,638±0,011-12           |                         |
| Méson B          | B0      | B-0            | D-B                  | 0     | ½           | 0−                   | 5279,53 ± 0,33            | 0  | 0  | +1 | 1,530±0,009-12           |                         |
| Méson estranho B | B0S     | B-os           | S-B                  | 0     | 0           | 0−                   | 5366,3 ± 0,6              | −1 | 0  | +1 | 1,470+0,0270,026 x 10-12 |                         |
| Méson charme B   | B+c     | B-c            | C-B                  | +1    | 0           | 0−                   | 6,276 ± 4                 | 0  | +1 | +1 | 0,46±0,07-12             |                         |

## Oscilações B–Bbar
Os méson B neutros, B0 e B0s, espontaneamente se transformam em suas próprias anti-partículas e voltam. Esse fenômeno é chamado de oscilação de partícula neutra. A existência de oscilações de mésons B neutros é uma previsão fundamental do modelo padrão da física de partículas. Isso tem sido medido pelo sistema B0–B-0 para uma vida de 0.496 ps-1, e no sistema B0s–B-0s para ser de Δms = 17.77 ± 0.10 (stat) ± 0.07 (syst) ps−1, medido pelo experimento CDF no Fermilab. Uma primeira estimativa do valor do limite inferior e superior do sistema B0s–B-0s tem sido feitas pelo experimento DØ e também no Fermilab.
Em 25 de setembro de 2006, o Fermilab anunciou que eles descobriram a previamente teorizada oscilação Bs. De acordo com o comunicado de imprensa do Fermilab:

Essa maior descoberta de Run 2 continua a tradição de física de partículas e descobertas de partículas no Fermilab, onde os quarks bottom (1977) e top (1995) foram descobertos. Surpreendentemente, o comportamento bizarro dos mésons B_s (pronunciado "B sub s") é na verdade previsto pelo modelo padrão de partículas e forças fundamentais. A descoberta desse comportamento oscilatório é então outro reforço  da durabilidade do modelo padrão...

Físicos do CDF têm previamente medido a taxa de transições de matéria-antimatéria para mésons B_s, que consiste do pesado quark bottom unido pela interação nuclear forte a um antiquark estranho. Agora eles tem alcançado o padrão para a descoberta no campo da física de partículas, onde a probabilidade para uma falsa observação deve ser menor que 5 em 10 milhões (5/10.000.000). Para resultados do CDF a probabilidade é ainda menor, de 8 em 100 milhões(8/100,000,000).
Ronald Kotulak escrevendo para o Tribuna de Chicago, chamou a partícula de "bizarra"  e afirmou que o méson "talvez abra a porta para uma nova era da física" com sua comprovadas interações com o "reino assustador da antimatéria".
Em 14 de maio de 2010, físicos no Fermi National Accelerator Laboratory reportaram que as oscilações decaíram em matéria 1% mais que em antimatéria, e que isso pode talvez explicar a abundância de matéria sobre a antimatéria no universo observado. Contudo, resultados mais recentes no LHCb com largas datas de amostras não em sugerido grandes desviações do modelopadrão.